# تصويت بريدي في الولايات المتحدة

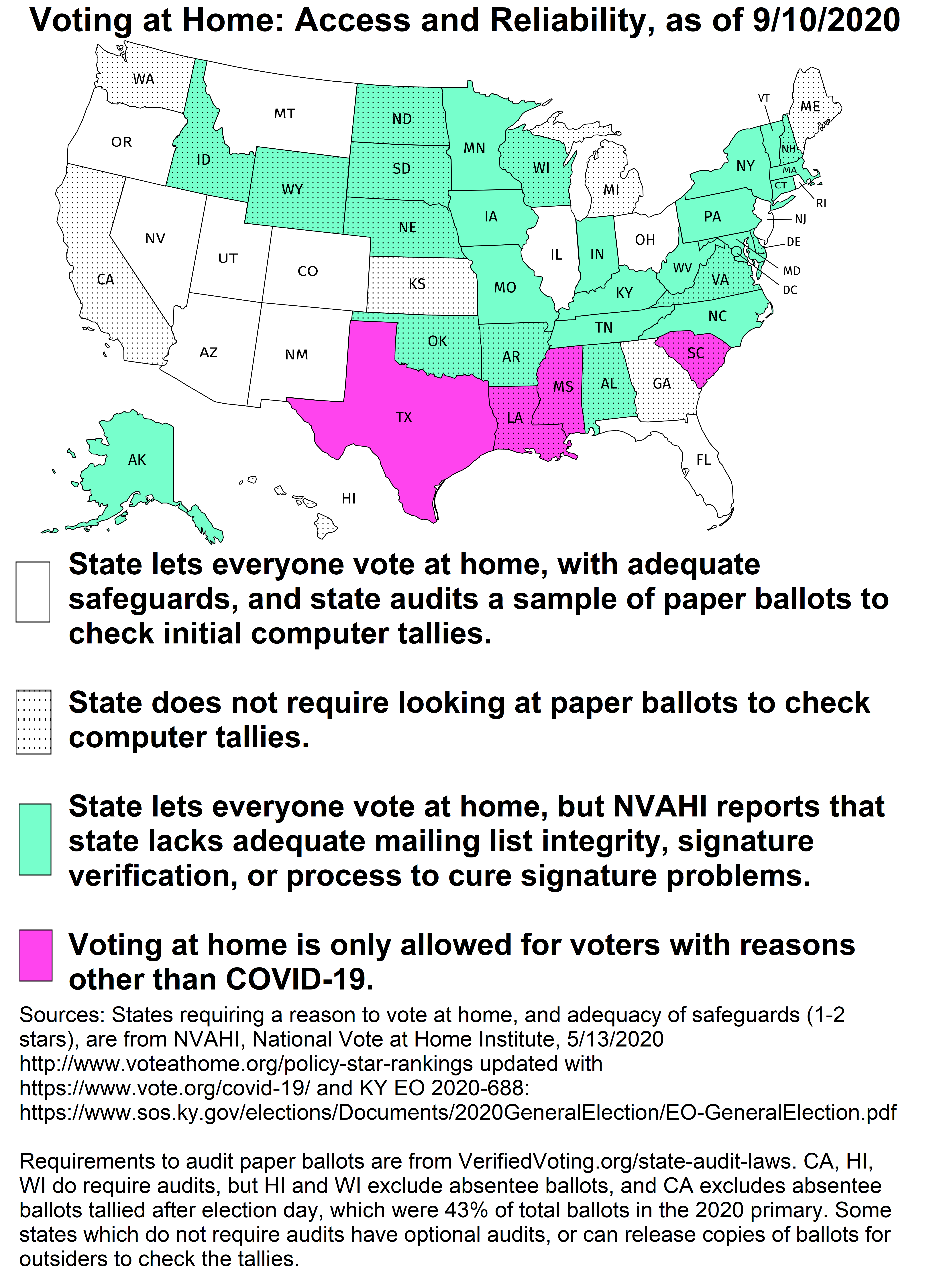

التصويت البريدي في الولايات المتحدة أو التصويت بالبريد هو شكل من أشكال الاقتراع الغيابي في الولايات المتحدة، حيث تصل ورقة الاقتراع إلى منزل المواطن المُسجل في قوائم الانتخابات بالبريد، ثم يباشر المواطن بملء البيانات وإعادة ورقة الاقتراع عبر البريد أو وضعها شخصيًا في صندوق اقتراع آمن أو إيصالها إلى أقرب مركز تصويت. تصل أوراق الاقتراع في بعض الولايات عبر البريد دون دفع رسوم البريد مقدمًا. التصويت بالبريد مُتاح في كلٍ من الولايات الحمراء والزرقاء.
أظهرت الأبحاث أن إتاحة التصويت بالبريد تؤدي إلى زيادة إقبال الناخبين. ورغم ذلك يخشى البعض من خطر تزوير الأصوات البريدية، ولكن حالات تزوير الأصوات بالبريد المعروفة نادرة جدًا، حيث كشفت قاعدة بيانات واحدة عن 491 حالة من تزوير الأصوات الغيابية في الفترة 2000–2012، وهي فترة أدلى فيها الناخبون بمليارات من أوراق الاقتراع.
اعتبارًا من يوليو 2020، تعقد خمس ولايات –كولورادو، وهاواي، وأوريغون، ويوتا، وواشنطن– انتخاباتها بالتصويت البريدي فقط. التصويت البريدي متاح في 33 ولاية فضلًا عن العاصمة واشنطن. تسمح بعض الولايات الأخرى بالتصويت البريدي في ظروف معينة فقط، إلا أن جائحة فيروس كورونا في عام 2020 حفزت المزيد من النقاشات حول تخفيف بعض تلك القيود. في الفترة المؤدية للانتخابات الرئاسية الأمريكية 2020، أكد الرئيس ترامب أن التصويت بالبريد سوف يؤدي إلى تزوير واسع النطاق، وأشار إلى أنه ينوي وقف تمويل خدمة البريد المسؤولة عن عد الأصوات الغيابية على نحو آمن وفي الموعد المحدد. وفي سبتمبر 2020، زعمت سي إن إن أنها حصلت على بيان استخباراتي من جهاز الأمن الداخلي يؤكد «نية روسيا للاستمرار في تأجيج النقد الموجه للتصويت بالبريد وتحويل عمليات التصويت في ظل جائحة فيروس كورونا لزعزعة ثقة الجماهير في العملية الانتخابية».

## عملية التصويت
اُستعملت أوراق الاقتراع الغيابية لأول مرة لأفراد الجيش في الحرب الأهلية الأمريكية. أُتيح التصويت البريدي بعدها لأولئك غير القادرين على الحضور في مكان الاقتراع في يوم الانتخابات. أما الآن تسمح بعض الولايات بالتصويت بالبريد من باب التسهيل، وتُعرف أصوات البريد في قوانين الولايات بالأصوات الغيابية. تسمح بعض الولايات للناخبين ذوي الإعاقات الدائمة بالحصول على حق التصويت الغيابي للأبد، وتسمح بعض الولايات الأخرى لجميع الناخبين بذلك حتى تصلهم ورقة الاقتراع في صندوق البريد تلقائيًا قبل كل دورة انتخابات.
تُرسل أوراق الاقتراع عبر البريد قبل موعد الانتخابات بهامش يتفاوت من ولاية إلى أخرى. توزع بعض الولايات كذلك كتيبات الناخبين. يطبع مكتب الانتخابات رمزًا شريطيًا مميزًا على كل ظرف عائد للبريد حتى يمكن تتبع كل ورقة اقتراع (وهي خدمة متاحة للجمهور في بعض الأحيان) وتجهيز ملفات التوقيع بسرعة للتأكد من مطابقتها لتوقيع الناخب على الظرف عند عودته. يسمح للناخب بالحصول على ظرف جديد من مكتب الانتخابات في حالة فقدان الظرف العائد، وتسمح بعض المقاطعات بإرسال ظرف عادي.
يباشر الناخب عملية التصويت بالبريد بوضع علامة بجانب المرشح المختار على ورقة الاقتراع (أو كتابة اسم المرشح)، ووضع الورقة في الظرف المصاحب لها، ثم يغلق الظرف ويوقع على ظهره ويكتب تاريخ التصويت. توفر بعض الولايات ظرف واحد فقط أو ظرف سري داخل ظرف خارجي لدواعي الخصوصية. وبعدها يرسل الناخب الظرف عبر البريد أو يضعه في أقرب مركز تجميع الأصوات.
تحدد الولايات موعد انتهاء التصويت. تتغاضى بعض الولايات عن الختم البريدي على ظهر المظاريف، وتقتضي أن تصل الأصوات البريدية قبل موعد محدد في يوم الانتخابات. تشترط بعض الولايات الأخرى أن تُختم مظاريف الانتخابات في يوم الانتخابات أو قبله، وأن تصل المظاريف قبل موعد اعتماد الأصوات. تستدعي الولايات التي تسمح بالتصويت البريدي مساعدة المتطوعين لجمع أوراق الاقتراع من أكشاك الانتخابات. يُلزم قانون «ساعد أمريكا في التصويت» الولايات بتوفير عدة بدائل للإدلاء بالأصوات، لا سيما في مقرات الانتخابات المركزية التي توفر آلات تصويت مخصصة للمعاقين.
يزعم البعض أن الأصوات الغيابية لا تُعد إلا إذا كانت نتيجة الانتخابات متقاربة بين المرشحين، وهو أمر عارٍ عن الصحة؛ في الواقع تلتزم معظم الولايات بعد الأصوات الغيابية الصحيحة حتى وإن لم تؤثر في نتيجة الانتخابات.
في الانتخابات الرئاسية الأمريكية 2016، أدلى الناخبون بـ33 مليون ورقة اقتراع بالبريد، أو ما يُشكل ربع الأصوات الكلية. سمحت بعض الولايات بالأصوات بالبريدية فقط وسمحت الأخرى بالأصوات الغيابية.
في أبريل 2020، في ظل وضع الإقفال التام لمنع انتشار فيروس كورونا، وجد استطلاع رأي أجرته إن بي سي نيوز ووال ستريت جورنال أن 58% من الناخبين الأمريكيين يؤيدون إتاحة التصويت بالبريد لجميع الناس، ويؤيد 9% آخرون إتاحة التصويت بالبريد لهذا العام فقط نظرًا لجائحة كورونا. وجدت منظمة بيو للأبحاث كذلك أن 49% من الجمهوريين و87% من الديمقراطيين يؤيدون هذا الإجراء.
وجدت إحدى الدراسات المُراجعة علميًا أن حضور الناخبين في مراكز التصويت للإدلاء بأصواتهم شخصيًا في ولاية ويسكونسن في أبريل 2020 لم يؤدِ إلى ارتفاع عدد حالات كورونا، واعتبرته تلك الدراسة نشاطًا منخفض الخطورة.

## التوسع في انتخابات 2020
من المتوقع أن يزداد عدد الأصوات البريدية في انتخابات 2020 في ظل جائحة فيروس كورونا بشكل ملحوظ. حللت مؤسسة الصوت القومي (التي تؤيد التصويت بالبريد) بيانات جميع الولايات ووجدت أن «32 ولاية تفتقر إلى السياسات الضرورية أو الأساليب الفعالة لضمان سير عملية التصويت بالبريد على نحو آمن»، ومن بينهم 15 ولاية تفتقر إلى آلية للتحقق من عناوين الناخبين، و17 ولاية لا تشترط وجود آلية للتحقق من توقيع الناخب، و30 ولاية لا توفر وسائل بديلة لعلاج أوجه القصور في توقيعات الناخبين.
رغم أن أعضاء الكونغرس اتجهوا نحو توسيع عملية التصويت الغيابي، ورغم نصيحة مركز السيطرة على الأمراض وعدة خبراء في الصحة العامة باتخاذ التصويت البريدي كوسيلة لتقليل خطر انتقال العدوى بين الناخبين، إلا أن الرئيس ترامب حذر من أن توسع عملية التصويت بالبريد سوف يؤدي إلى «مستويات خطيرة من التزوير الانتخابي، وإذا وافقت عليها فلن يُنتخب رئيس جمهوري مجددًا في هذا البلد». وفي مايو 2020 زعم ترامب أن التصويت بالبريد مُعرض للتزوير بشدة. زعم «متقصو الحقائق» بدورهم عدم وجود أي دليل على تزوير الأصوات البريدية بدرجة ملحوظة. أجرت إدارة خدمة البريد الجديدة التي عينها ترامب عدة تعديلات أدت إلى تأخر وصول الأصوات البريدية. صرح ترامب علنًا أنه معارض لتمويل خدمة البريد الأمريكية بسبب قضية التصويت بالبريد. وفي سبتمبر 2020 أصدر قاضٍ فيدرالي إنذارًا قضائيًا ضد أنشطة خدمة البريد الأخيرة، وحكم قائلًا إن ترامب وديجوي مشاركان في هجوم على كفاءة خدمة البريد الأمريكية بدوافع سياسية، وأضاف قائلًا إن الولايات الأربع عشرة التي طالبت بهذا الحكم القضائي بينت أن هذا الهجوم على خدمة البريد من شأنه الإضرار بقدرة تلك الولايات على إدارة الانتخابات العامة 2020.